# Tulio Duque Gutiérrez
Tulio Duque Gutiérrez SDS (ur. 31 stycznia 1935 w Pácora) – kolumbijski duchowny katolicki, biskup diecezji Pereira w latach 2001-2011.

## Życiorys
Uczęszczał do liceum przy Niższym Seminarium Duchownym salwatorianów i rozpoczął studia filozoficzne na Uniwersytecie Javeriana w Bogocie. Uzyskał tytuł licencjata z teologii na Papieskim Uniwersytecie Gregoriańskim w Rzymie.
Profesję zakonną złożył 2 lutego 1957, zaś święcenia kapłańskie przyjął 26 marca 1966. Był m.in. radnym generalnym salwatorianów, wikariuszem biskupim ds. zakonnych w archidiecezji bogotańskiej, przełożonym prowincjalnym salwatorianów w Kolumbii (1977-1981 oraz 1989-1992) i rektorem seminarium La Estrella w Rzymie.

### Episkopat
7 października 1993 został mianowany przez papieża Jana Pawła II biskupem pomocniczym archidiecezji Medellín ze stolicą tytularną Sitipa. Sakry biskupiej udzielił mu 13 listopada tegoż roku ówczesny nuncjusz apostolski w Kolumbii, abp Paolo Romeo.
W latach 1995–1997 pełnił funkcję administratora apostolskiego diecezji Apartadó, zaś 18 marca 1997 został wybrany na urząd biskupa diecezjalnego.
25 lipca 2001 papież przeniósł go na stolicę biskupią Pereira.
15 lipca 2011 papież Benedykt XVI przyjął jego rezygnację z urzędu złożoną ze względu na wiek i powierzył mu funkcję administratora diecezji do ingresu jego następcy. 1 października 2011 bp Duque ostatecznie przeszedł na emeryturę. 